# 우크라이나 국민주의

우크라이나의 국기

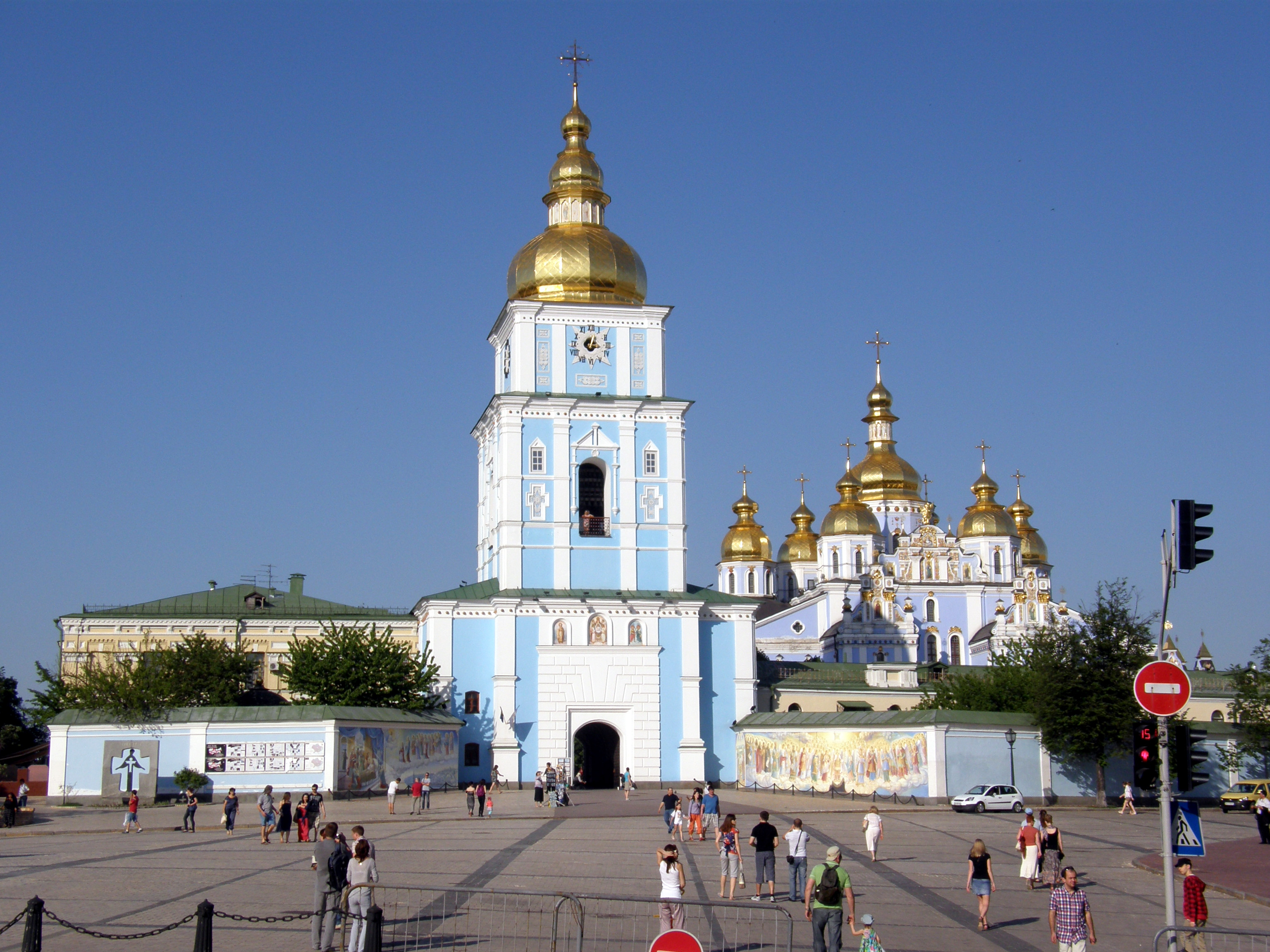
우크라이나 독립 후 재건된 키이우의 성 미하일 황금 돔 수도원

우크라이나 민족주의(우크라이나어: Український націоналізм, uk)는 우크라이나인들의 민족으로서의 단결을 촉진하고 국민 국가로서의 우크라이나 정체성을 증진하는 것이다. 현대 우크라이나 민족주의의 기원은 17세기 중반 보흐단 흐멜니츠키가 이끈 폴란드-리투아니아에 대항한 코자크 봉기에서 시작된다. 우크라이나 민족주의는 문화, 민족성, 지정학적 위치, 언어, 정치 (또는 정부), 종교, 전통 그리고 공유된 단일 역사에 대한 믿음이라는 단일한 국민 정체성에 기반을 둔다.

## 역사
내셔널리즘은 프랑스 혁명 이후에 나타났고, 현대의 우크라이나는 폴란드-리투아니아, 러시아 차르국 그리고 오스만 제국의 종주권이라는 외부 압력에 직면했다.

### 자포로자 코자크
코자크들은 폴란드-리투아니아 시기 동안 우크라이나 정체성을 굳건히 하는 데 큰 역할을 했다. 자포로자 코자크들은 드니프로 급류 아래의 폰토스-카스피 스텝에 살았으며 (우크라이나어: za porohamy), 이 지역은 들판으로도 알려져 있다. 그들은 폴란드-리투아니아, 러시아, 오스만 제국과의 일련의 분쟁과 동맹에 참여하며 유럽 지정학에서 중요한 역할을 해왔다.
코자크들은 타타르족의 습격에 대한 보호자로 부상했지만, 그들의 영향력이 커지면서 더 큰 권리를 얻었다. 폴란드 왕들이 우크라이나 사람들에게 로마가톨릭주의와 폴란드어를 강요하려고 하자 코자크들은 반란을 일으켰다.
우크라이나 국민 국가 정체성의 전조는 보흐단 흐멜니츠키 (c. 1595–1657)가 자포로자 코자크를 지휘하고 17세기 중반 폴란드 통치에 대항하여 흐멜니츠키 봉기를 이끌면서 나타났다. 흐멜니츠키는 15세기부터 코자크들이 실천해온 민주주의 형태에 기반을 둔 임시 정부를 도입했다.
오스만-폴란드 분쟁과 폴란드-모스크바 공국 분쟁 이후 공식적인 코자크 등록부는 감소했다. 이는 우크라이나 사회의 다른 계층에 대한 사회경제적 및 민족-종교적 억압이 심화되면서 1630년대에 여러 코자크 봉기로 이어졌다. 이 봉기들은 결국 자포리자 시치의 헤트만인 보흐단 흐멜니츠키가 이끈 흐멜니츠키 봉기로 절정에 달했다.

### 헤트만국
17세기 중반의 흐멜니츠키 봉기의 결과로, 자포로자 코자크는 잠시 독립 국가를 세웠고, 이는 나중에 자치적인 헤트만국 (1649–1764)이 되었다. 1667년부터 러시아 차르의 종주권 아래에 놓였지만, 한 세기 동안은 지역 헤트만들이 통치했다. 페레야슬라프 조약 이후 헤트만들의 주요 정치 문제는 러시아/모스크바 중앙집권제로부터 헤트만국의 자치권을 지키는 것이었다. 헤트만 이반 비호우스키, 페트로 도로셴코 그리고 이반 마제파는 우크라이나를 러시아로부터 분리함으로써 이를 해결하려고 시도했다.
이러한 갈등은 보흐단 흐멜니츠키가 "모든 루테니아인"의 해방에 대해 이야기하면서 우크라이나 민족주의의 조건을 만들었다. 봉기와 헤트만국 설립 이후, 이반 마제파 헤트만(1639–1709)은 18세기 초 우크라이나 문화와 역사 복원에 집중했다. 공공 사업에는 키이우의 성 소피아 대성당과 1694년에 키이우-모힐라 아카데미 국립대학교를 키이우-모힐라 아카데미로 승격시킨 것이 포함된다.
예카테리나 2세의 통치 기간 동안 헤트만국의 자치권은 점진적으로 파괴되었다. 몇 차례의 시도 끝에 헤트만의 직책은 1764년 러시아 정부에 의해 최종적으로 폐지되었고, 그 기능은 소러시아 콜레기움이 맡아 헤트만국은 러시아 제국에 완전히 편입되었다.
1775년 5월 7일, 예카테리나 2세 황후는 자포로자 시치를 파괴하라는 직접 명령을 내렸다. 1775년 6월 5일, 러시아 포병과 보병이 시치를 포위하고 완전히 파괴했다. 러시아 군대는 코자크들의 무장을 해제하고, 금고 문서들을 압수했다. 코쇼비 오타만, 페트로 칼니셰우스키는 체포되어 솔로베츠키 수도원에 유배되었다. 이로써 자포로자 코자크의 시대는 막을 내렸다.

### 러시아 제국과 합스부르크 제국
헤트만국 지역에서는 강도 높은 러시아화가 시작되었다. 1785년 이후 로마노프 왕조는 루테니아인과 코자크 엘리트들에게 러시아 제국 내 귀족 지위를 부여함으로써 그들을 동화시키기 위한 의식적인 노력을 기울였다. 이는 지배 엘리트 사이에서 우크라이나어 사용 감소로 이어졌다. 우크라이나어와 문화는 민속 이야기와 노래를 통해 보존되었다. 폴란드-리투아니아의 세 번의 분할 이후, 갈리치아(할리치나)와 부코비나 지역은 합스부르크 제국의 일부가 되었다. 오스트리아 국가 내에 살던 우크라이나인들은 같은 문화적 억압에 직면하지 않았고 프랑스 혁명과 미국 독립 혁명 이후 확산된 내셔널리즘의 영향을 받았다.
1848년 오스트리아 혁명 이후, 루테니아인 최고 위원회는 우크라이나 민족 국가를 수립하려 했지만 이러한 노력은 좌절되었다. 벨라루스인, 우크라이나인, 카르파토-루신족 사이에서 민족 정체성이 발전했다.

### 제1차 세계 대전

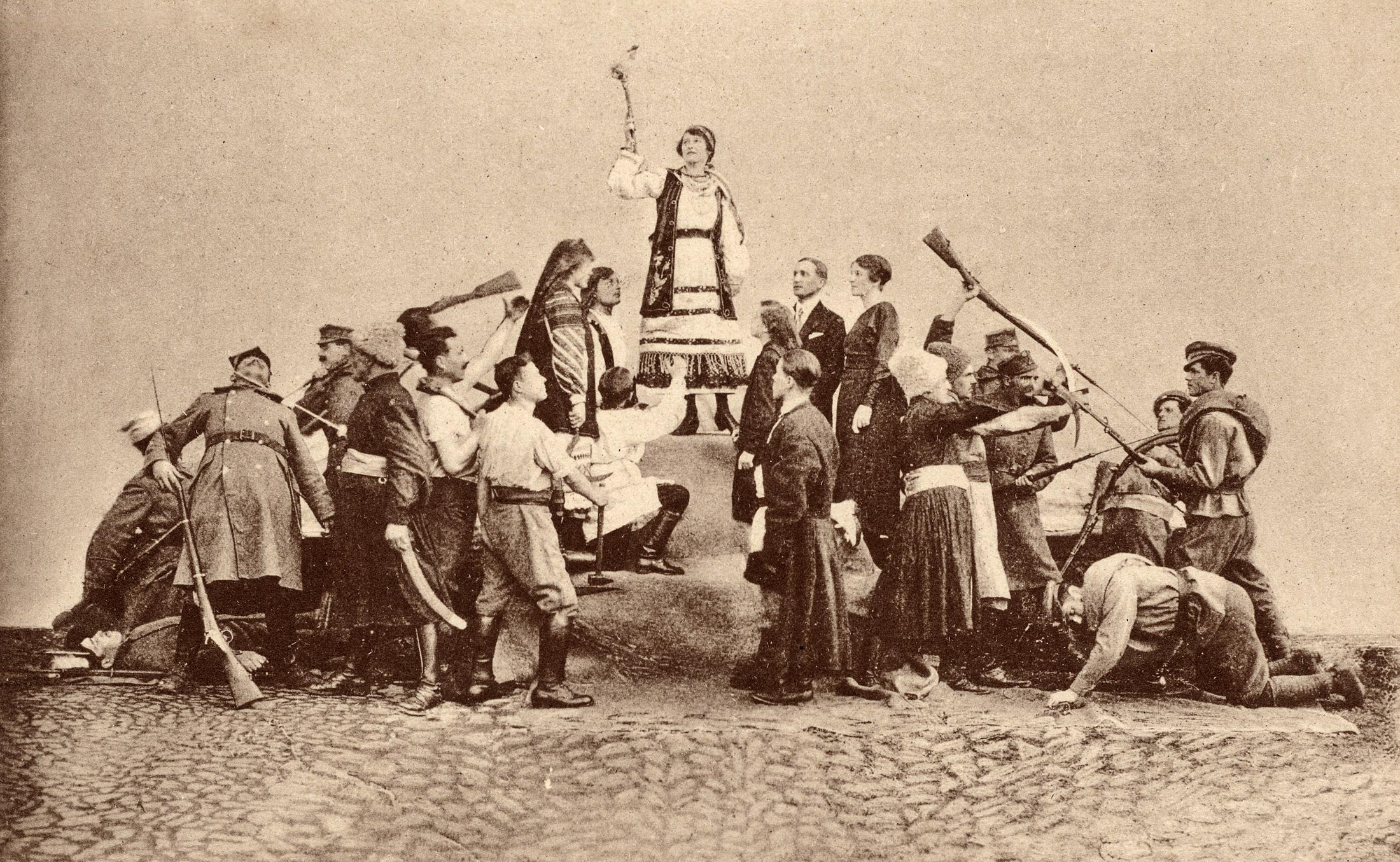
우크라이나 여단이 발행한 엽서, "연합 우크라이나인들은 폴란드와 러시아군 모두에게서 방어한다", 1920년

러시아 제국의 붕괴와 함께, 우크라이나 진보주의자 협회(TUP)의 주도로 정치, 공동체, 문화, 전문 조직을 포괄하는 정치체가 키이우에 설립되었다. 이 단체는 중앙 평의회로 불렸고, 역사가 미하일로 흐루셰우스키가 이끌었다. 1918년 1월 22일, 중앙 평의회는 우크라이나를 독립 국가로 선포했다. 그러나 이 정부는 데니킨의 러시아 백위군뿐만 아니라 붉은 군대, 독일군, 영불 협상 개입, 그리고 네스토르 마흐노와 오타만 젤레니의 녹색 군대와 같은 지역 무정부주의자들의 압력으로 오래 지속되지 못했다.

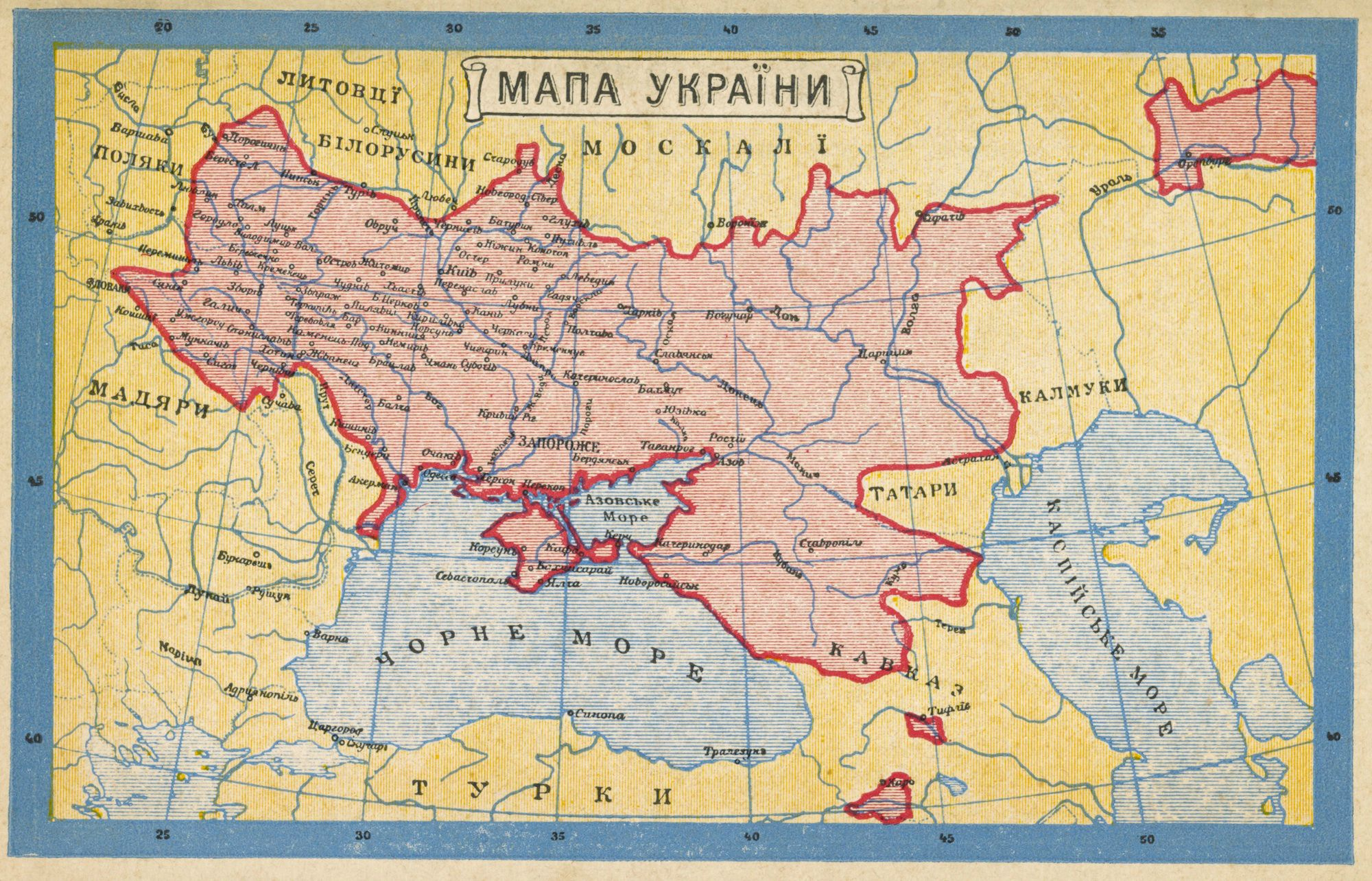
1919년 엽서에 따른 우크라이나가 주장한 영토

### 소련 우크라이나의 전간기
볼셰비키 통치가 우크라이나에서 확고해지면서, 초기 소련 정부는 이전 러시아 제국의 민족 운동을 장려할 나름의 이유를 가지고 있었다. 1930년대 초까지 우크라이나 문화는 코레니자치아("토착화") 정책으로 알려진 볼셰비키의 양보 덕분에 광범위한 부흥을 누렸다. 이 시기에 인상적인 우크라이나화 프로그램이 공화국 전역에 걸쳐 시행되었다. 이러한 조건에서, 우크라이나 민족 사상은 처음에는 계속 발전했으며, 전통적으로 혼합된 인구가 많은 동부와 남부의 넓은 영토로 확산되어 우크라이나 소비에트 사회주의 공화국의 일부가 되었다.
동시에, 진행 중인 소련 전역의 반종교 캠페인에도 불구하고, 우크라이나 민족 동방정교회인 우크라이나 독립 정교회가 창설되었다. 이 교회는 처음에는 볼셰비키 정부에 의해 해체된 러시아 제국의 초석이었고 정권 교체에 대한 강한 반대를 보였던 러시아 정교회를 억압하려는 그들의 목표에 대한 도구로 간주되었다. 따라서 정부는 새로운 우크라이나 민족 교회를 한동안 용인했고, UAOC는 우크라이나 농민들 사이에서 폭넓은 지지를 얻었다.
이러한 사건들은 우크라이나인들의 민족 의식을 크게 고취시켰고, 새로운 세대의 우크라이나 문화 및 정치 엘리트의 발전을 가져왔다. 이는 다시 소련 독재자 이오시프 스탈린의 우려를 불러일으켰는데, 그는 우크라이나인들의 민족에 대한 충성심이 소련 국가에 대한 충성심과 경쟁하는 것을 위험하게 여겼고, 1930년대 초 "우크라이나 부르주아 민족주의"가 우크라이나의 주요 문제로 선언되었다. 우크라이나화 정책은 갑작스럽고 유혈적으로 역전되었고, 대부분의 우크라이나 문화 및 정치 엘리트가 체포되고 처형되었으며, 민족은 홀로도모르라는 기근으로 인해 황폐해졌다.

### 서방의 전간기
1918년 제1차 세계 대전이 끝난 후, 새로 수립된 폴란드 제2공화국 (1918–1939)과 소련 (1922–1991)은 각각 현재 우크라이나 영토의 일부를 합병했다. 바르샤바와 모스크바 정부 모두 우크라이나 민족주의를 위협으로 계속 간주했다. 1926년 3월, 블라스 추바르 (소련 우크라이나 인민위원평의회 의장)는 하르키우에서 연설을 했고 나중에 모스크바에서 이를 반복했는데, 그는 망명 중인 전 우크라이나 인민공화국 대통령 시몬 페틀류라가 소련 정부에 가하는 위험에 대해 경고했다. 이 연설의 결과로 페틀류라를 프랑스 땅에서 암살하라는 명령이 내려졌다고 한다.
1926년 5월 25일 14시 12분, 기베르 서점 옆에서 페틀류라는 파리 (프랑스)의 라탱 지구 생미셸 대로 근처 뤼 라신을 걷고 있었는데 숄롬 슈바르츠바르드가 다가왔다. 슈바르츠바르드는 우크라이나어로 "페틀류라 씨입니까?"라고 물었다. 페틀류라는 대답하지 않고 지팡이를 들었다. 슈바르츠바르드가 법정에서 주장한 바에 따르면, 그는 총을 꺼내 다섯 발을 쏘았다.
페틀류라의 암살 소식은 소련 지배하의 우크라이나, 특히 보롬리아, 제하일리우치 (수미주), 벨리카 루블리우카, 밀로라도프 (폴타바주), 흐닐스크, 빌스크, 쿠제민, 그리고 오흐티르카에서 폴타바까지의 보르스클라강 전역, 부리냐, 니진 (체르니히우주) 및 기타 도시에서 대규모 봉기를 촉발했다. 이 봉기들은 소련 정부에 의해 잔혹하게 진압되었다. 맹인 코브자르인 파블로 하시첸코와 이반 쿠추후라 쿠체렌코는 시몬 페틀류라를 추모하는 두마 (서사시)를 작곡했다. 현재까지 페틀류라는 그의 기억을 기리는 두마가 만들어지고 불려진 유일한 현대 우크라이나 정치인이다. 이 두마는 좌안 우크라이나의 코브자르들 사이에서 인기를 얻었으며, 스테판 파시우하, 페트로 드레우첸코, 보후셴코, 그리고 추마크도 불렀다.
슈바르츠바르트 재판의 핵심 변론은 저명한 프랑스 법학자 앙리 토레스가 제시한 것으로, 페틀류라의 암살자가 자신의 부모와 페틀류라의 병사들이 저지른 포그롬의 다른 유대인 희생자들의 죽음에 복수하고 있다는 것이었다. 반면 검찰 측(형사 및 민사)은 페틀류라가 포그롬에 책임이 없으며 슈바르츠바르드가 소련 스파이였다는 것을 보여주려 했다. 8일간의 재판 끝에 배심원단은 슈바르츠바르드에게 무죄를 선고했다.
폴란드 통치하에서 1920년대에 많은 우크라이나 학교가 폐쇄되었고, 우크라이나인들에 대한 민족 자치 약속은 이행되지 않았다. 우크라이나 소수 민족에 대한 양보를 지지했던 타데우시 호우오프코는 폴란드-우크라이나 관계 개선을 막기 위해 우크라이나 민족주의자 기구 (OUN)에 의해 암살되었다. 호우오프코는 1931년 8월 29일 트루스카베츠에 있는 우크라이나 그리스 가톨릭교회 수녀들의 게스트하우스에 머물던 중 살해되었다. 그는 OUN이 벌인 암살 캠페인의 희생자 중 한 명이었다. 그의 죽음은 폴란드 언론, 국제 언론, 심지어 국제연맹 회의에서도 널리 논의되었으며, OUN의 폭력과 사보타주, 그리고 폴란드 제2공화국의 우크라이나인들에 대한 잔혹한 탄압이 포함된 악순환의 일부가 되었다. 얼마 후, 호우오프코 암살을 수사하던 폴란드 고위 경찰 판무관 에밀리안 체호프스키도 OUN 암살의 희생자가 되었다. 1930년대 초, OUN 회원들은 60건 이상의 성공했거나 시도된 암살을 감행했으며, 그 중 많은 수는 조직의 정책에 반대하는 우크라이나인들을 대상으로 했다 (예: 존경받는 교육자 이반 바비이).
1933년, OUN은 홀로도모르에 대한 보복으로 폴란드령 르비우에 주둔하던 소련 영사관 관리 알렉세이 마일로프를 암살했다. 1934년 6월 15일, 폴란드 내무장관 브로니스와프 피에라츠키도 암살당했다. 이는 우크라이나 민족주의자 기구 내 스테판 반데라가 이끄는 파벌에 의해 이루어졌다. 폴란드의 사나치아 정부는 암살 이틀 후 베레자 카르투스카 감옥을 만들어 보복했다. 이 감옥의 첫 수감자들은 1934년 7월 6-7일에 체포된 폴란드 야당 민족급진캠프 (ONR)의 지도부였다. 많은 우크라이나 민족주의자와 집권당에 비판적인 폴란드인들이 곧 그곳에 합류했다. 스테판 반데라와 미콜라 레베트는 피에라츠키 암살 혐의로 체포되어 사형 선고를 받았다. 그들의 형량은 나중에 종신형으로 감형되었다.
1938년 5월 23일, OUN 지도자 예브헨 코노발레츠는 로테르담의 한 카페에서 암살당했다. 코노발레츠는 OUN에 침투한 내무인민위원부 스파이 파벨 수도플라토프와 만나고 있었는데, 수도플라토프는 코노발레츠에게 폭발하도록 장치된 초콜릿 상자를 건넸다. 수도플라토프는 침착하게 걸어나와 폭탄이 터지는 소리를 들은 후 침착하게 가장 가까운 기차역으로 걸어가 도시를 떠났다. 수도플라토프는 나중에 자신의 회고록에서 이오시프 스탈린이 1933년 르비우 소련 영사관 암살에 대한 복수로 코노발레츠를 암살하라고 개인적으로 명령했다고 주장했다. 스탈린은 또한 코노발레츠가 OUN의 단결을 유지하는 인물이며, 그의 죽음이 조직을 더욱 분열시키고 내부에서 찢어발겨 전멸시킬 것이라고 생각했다.

제2차 세계 대전 중의 우크라이나 민족주의자 기구와 우크라이나 반란군의 깃발. 붉은색은 피를, 검은색은 우크라이나의 검은 흙을 나타낸다. 이 깃발은 현대 우크라이나 민족주의자들이 흔히 사용한다.

수도플라토프의 갑작스러운 실종으로 OUN은 즉시 그가 코노발레츠를 살해했다고 의심했다. 따라서 수도플라토프와 코노발레츠가 함께 찍힌 사진이 모든 OUN 부대에 배포되었다. 수도플라토프에 따르면, "1940년대에 스메르시는... 서우크라이나에서 두 명의 게릴라 전사를 붙잡았는데, 그 중 한 명이 나를 찍은 이 사진을 가지고 있었다. 그가 왜 가지고 있느냐고 묻자, 그는 '왜인지는 모르겠지만, 이 남자를 찾으면 제거하라는 명령이 있었습니다.'라고 대답했다." 스탈린이 바랐던 대로 코노발레츠의 살해 이후 OUN은 두 부분으로 나뉘었다. 더 오래되고 온건한 회원들은 안드리 멜니크와 OUN-M (멜니크파)을 지지했고, 더 젊고 급진적인 회원들은 스테판 반데라의 OUN-B (반데라주의자)를 지지했다.

### 제2차 세계 대전
1941년 나치 독일과 소련 사이에 전쟁이 발발하자, 우크라이나의 많은 민족주의자들은 다시 한번 독립 국가를 건설할 기회가 생겼다고 생각했다. SS 우크라이나인 자원 사단 전체가 창설되었다. 처음에는 나치들을 해방자로 보았던 많은 전투원들은 곧 환멸을 느끼고 우크라이나 반란군 (UPA)(우크라이나어: Українська Повстанська Армія)을 결성하여 독일군과 나중에는 소련군, 그리고 폴란드 민간인에 대항하여 군사 작전을 벌였다. OUN의 주요 목표는 "우크라이나 민족 국가의 독립 이사회 재탄생, 모든 것을 질서 있게 정비하고, 방어하고, 확장하는 것"이었다. OUN은 또한 "우크라이나는 우크라이나인을 위한 것"이라는 정서를 부활시켰다. 1943년, UPA는 폴란드 인구를 학살하고 추방하는 정책을 채택했다. 폴란드인에 대한 민족 청소 작전은 그해 2월 말 또는 초봄에 볼히니아에서 대규모로 시작되었으며, 1944년 말까지 계속되었다. 1943년 7월 11일은 학살의 가장 치명적인 날 중 하나로, UPA 부대들이 마을에서 마을로 행진하며 폴란드 민간인들을 학살했다. 이날 UPA 부대들은 코벨 (우크라이나), 호로히우, 볼로디미르-볼린스키 지역의 99개 폴란드 마을과 정착촌을 포위 공격했다. 다음 날에는 50개의 추가 마을이 공격받았다. 1941년 6월 30일, 스테판 반데라가 이끄는 OUN은 독립된 우크라이나 국가를 선포했다. 이는 나치 군대에 의해 즉시 조치되었고, 반데라는 1941년부터 1944년까지 체포되어 투옥되었다.

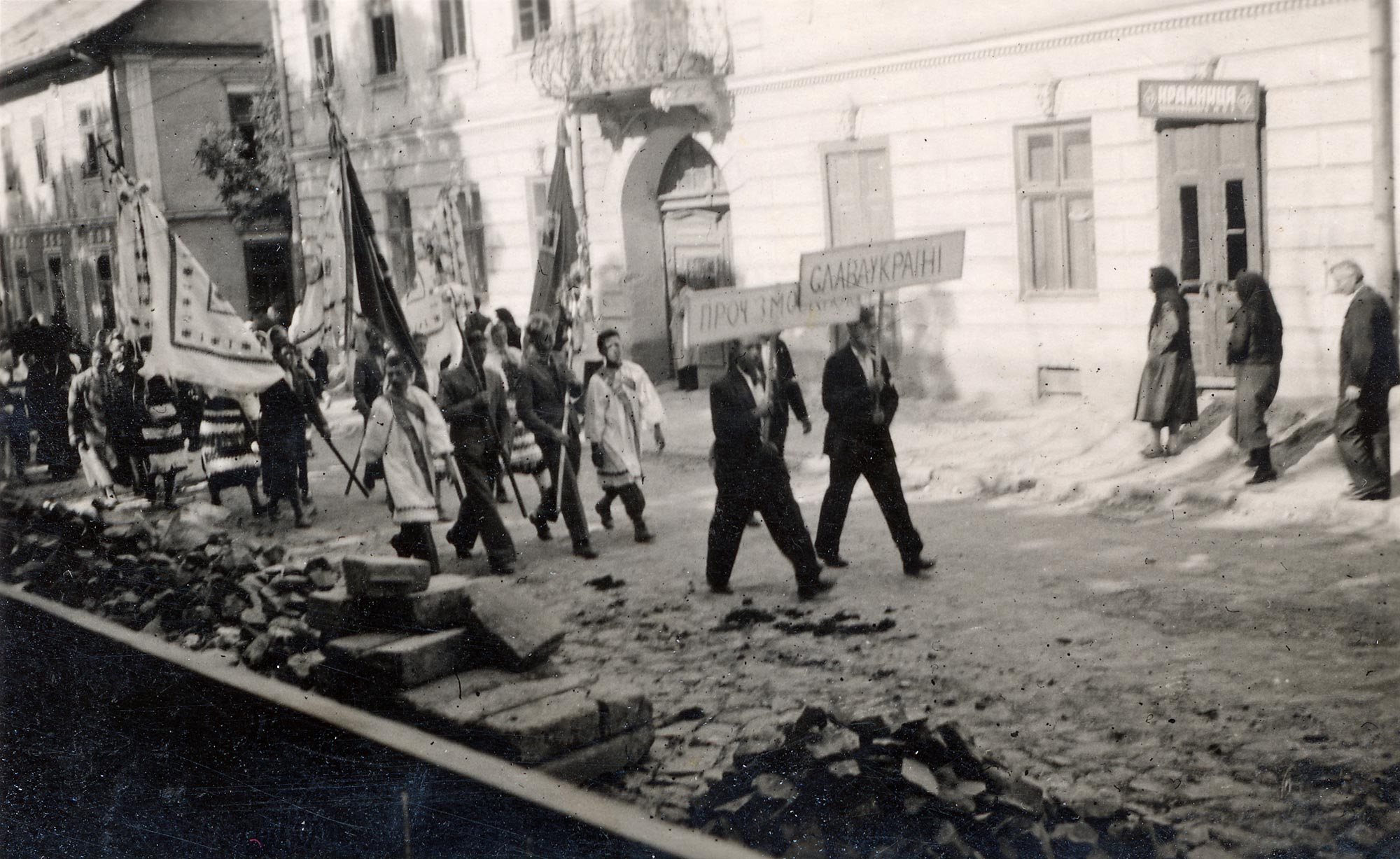
1941년 소련에 반대하고 독립 우크라이나를 지지하는 우크라이나 민족주의자 시위.

UPA가 정치 단체로서의 정당성에 대한 많은 논쟁이 있었다. UPA는 우크라이나 역사와 우크라이나 독립을 위한 투쟁에서 중요한 상징적 역할을 유지하고 있다. 동시에 이는 소련 역사학에 의해 반란군 또는 테러 단체로 간주되었다.
우크라이나계 캐나다인 역사가 세르히 예켈치크는 1943년과 1944년 사이에 볼히니아와 헤움 지역에서 약 35,000명의 폴란드 민간인과 미상의 우크라이나 민간인이 UPA와 폴란드 반군에 의한 상호 민족 청소의 희생자가 되었다고 기록했다. 니얼 퍼거슨은 약 80,000명의 폴란드인이 우크라이나 민족주의자들에게 살해당했다고 기록했다. 그의 책 유럽 전쟁 1939-1945: 단순한 승리는 없다에서 노먼 데이비스는 우크라이나 민족주의자들에게 살해당한 폴란드인의 수를 200,000명에서 500,000명 사이로 추정했고, 반면 티머시 스나이더는 UPA가 "1943년 볼히니아에서 4만에서 6만 명의 폴란드 민간인을 살해했다"고 기록했다.

### 1945–1953
제2차 세계 대전 이후, 스탈린은 1953년 사망할 때까지 지도자로 남아 있었다. 이 시기 초기에, 소련의 문화적-이념적 정화를 위한 즈다노프시치나 정책이 시행되었다. 이 정책의 우크라이나 변형에서는 민족주의의 어떠한 흔적도 억압되었다. 불타는 우크라이나와 같이 우크라이나 애국심을 장려하기 위해 전쟁 중에 제작된 매체는 비난받았다.

### 1953–1972
흐루쇼프 해빙은 스탈린 사망 후 시작되었다. 그 아래에서 첫 사미즈다트 작품들이 나타났고, 우크라이나의 다양한 사람들, 즉 민족 우크라이나인, 크림 타타르인, 유대인들이 인권과 민족/문화적 권리 문제에 대한 문학을 출판하기 시작했다. 1963년부터 1972년까지 우크라이나 SSR의 지도자였던 페트로 셸레스트 아래에서, 특히 60년대에 우크라이나 문화가 부활했다. 이는 의사 결정의 일부가 잠시 중앙(모스크바)에서 키이우로 되돌아오는 것이 허용되었기 때문이다. 셰브첸코 국가상이 제정되었고, 올레스 혼차르가 첫 수상자가 되었다. 우크라이나의 식스티어스는 이 시기에 나타난 중요한 새로운 인텔리겐치아의 세대가 될 것이며, 후기 그룹에 미친 문화적 영향력에서 서방의 비트 세대와 유사점을 가지고 있었다.
또한 뱌체슬라우 초르노빌, 이반 주바 및 발렌틴 모로즈와 같은 반체제 작가들과 관련된 우크라이나 민족주의 사상이 다시 부상했으며, 당국은 위협, 체포 및 징역형을 통해 이를 진압하려고 시도했다.

### 1972–1985
볼로디미르 시체르비츠키는 1972년부터 1989년까지 우크라이나 SSR을 통치했다. 그는 소련 공산당 중앙위원회 정치국의 일원이자 레오니트 브레즈네프의 절친한 친구였다. 따라서 그는 소련에서 매우 영향력 있는 인물이었으며, 권력 중앙집중화와 반체제 인사 억압을 목표로 하는 매우 반동적인 행정부를 이끌었다.
1975년, 범유럽 안보 구조를 요구하는 헬싱키 협정이 통과되었다. 1976년, 우크라이나 헬싱키 그룹이 인권 증진을 위해 결성되었고, 이는 새로운 초기 반체제 운동을 일으켰다.

### 1985–1990
미하일 고르바초프 아래에서 주로 소련 경제의 구조적 문제를 해결하기 위한 페레스트로이카와 글라스노스트의 새로운 시대가 시작되었다. 우크라이나에서는 고르바초프 통치 1년 후인 1986년 4월 체르노빌 원자력 발전소 사고가 발생했는데, 이 사건은 중앙위원회와 공산당 자녀들을 오월제를 기념하던 키이우에서 코카서스로 떠나도록 명령한 후 공산당과 볼로디미르 시체르비츠키의 현지 권위를 크게 실추시켰다. 또한 이 재난은 단순히 지역적 문제가 아니라 잠재적으로 전 지구적인 문제로 인식되면서 우크라이나를 다시 세계 지도에 올려놓았다. 이 비극은 또한 디아스포라를 동원하기 시작했다.

### 1991–2014
국적을 단순히 민족적 용어로 이해하여 우크라이나인이라는 것이 순전히 상속되는 것이라고 여겼던 소련 시대와 달리, 1991년 현대 우크라이나 국가의 탄생과 함께 시민국민주의로의 점진적인 전환이 시작되었다. 우크라이나는 자국의 영토 내 모든 사람을 시민으로 인정하는 다원적 시민권 법률을 채택했으며, (자신을 러시아인이라고 생각하는) 러시아계 주민의 시민권을 박탈한 라트비아와 에스토니아의 독일식 민족 시민권 법률 모델을 거부했다. 또한 러시아어를 사용하는 우크라이나인들의 자기 인식이 "러시아인"이라는 자기 인식에서 점진적으로 멀어졌다. 심지어 2000년대 초반에도 오데사 출신 러시아어 사용 주민들은 외국인이나 이민자들에게는 자신을 "러시아인"으로 소개하는 경우가 많았지만, 러시아에서 온 러시아인들에게는 그렇게 하지 않아 정체성의 변화를 나타냈다.

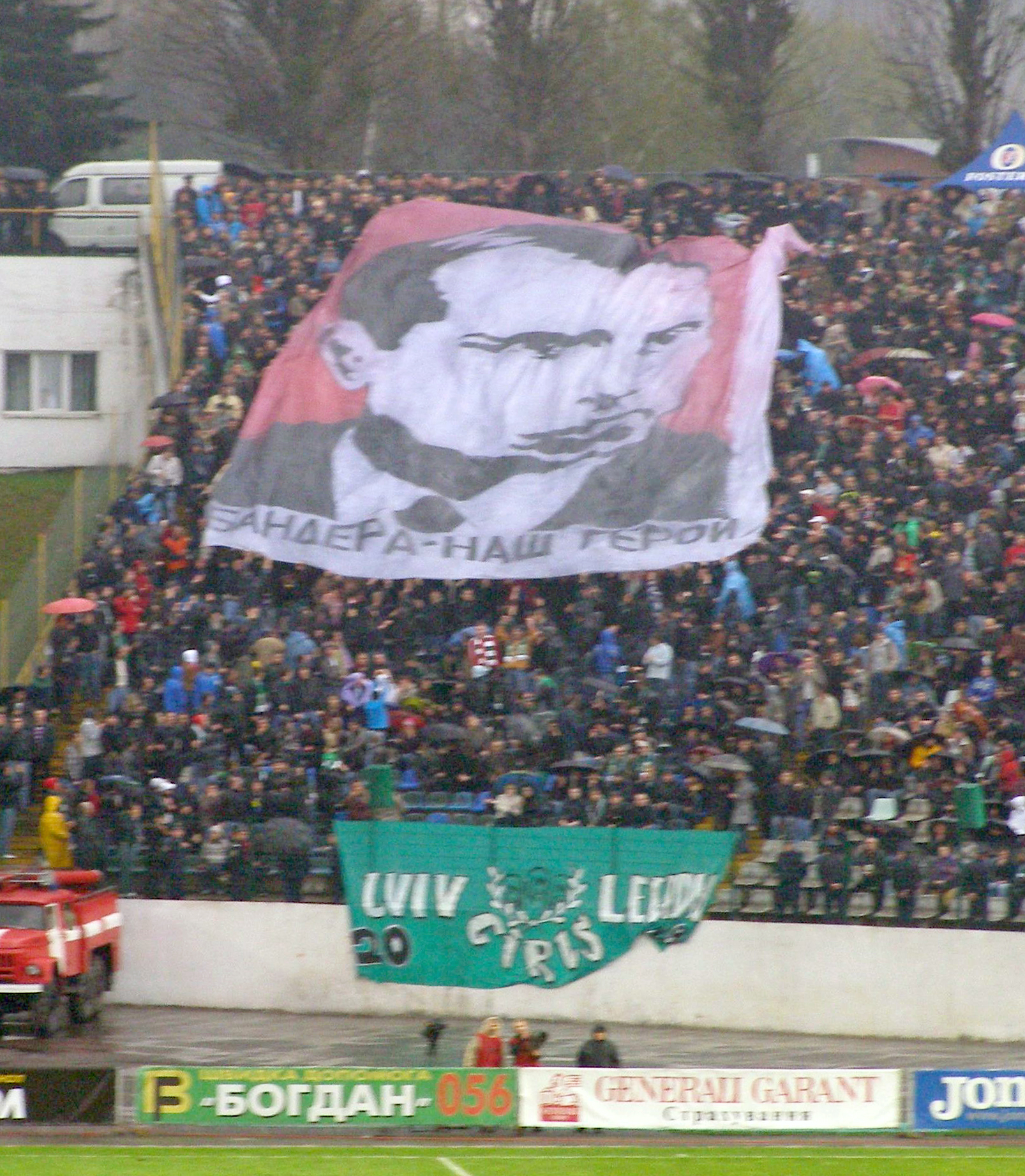
FC 리비우 축구 팬들이 FC 샤흐타르 도네츠크와의 경기에서. 현수막에는 "반데라 – 우리의 영웅"이라고 쓰여 있다.

21세기 첫 10년 동안 서우크라이나와 중앙우크라이나의 유권자들은 친서방 및 친유럽적 일반 자유주의 민족 민주주의자들에게 투표하는 경향을 보였으며, 반면 친러 정당들은 동우크라이나와 남우크라이나에서 표를 얻었다. 1998년 우크라이나 총선 2012년 우크라이나 총선까지 어떤 민족주의 정당도 최고 라다 (우크라이나 의회) 의석을 얻지 못했다. 이 선거들에서 민족주의 우익 정당들은 득표율 1% 미만을 얻었으며, 1998년 총선에서는 3.26%를 얻었다.
민족주의 정당인 자유는 2009년 테르노필주 지방선거에서 34.69%의 득표율과 테르노필주 의회 120석 중 50석을 확보하며 선거에서 돌파구를 마련했다. 이는 우크라이나 역사상 극우 정당의 최고 성적이었다. 이전 2006년 테르노필주 지방선거에서 이 정당은 4.2%의 득표율과 4석을 얻었다. 동시에 치러진 2006년 우크라이나 지방선거에서 르비우주 의회에서는 5.62%의 득표율과 10석을, 르비우 시의회에서는 6.69%의 득표율과 9석을 얻었다. 1991년, 자유는 우크라이나 사회-민족당으로 설립되었다. 이 당은 급진적 민족주의와 알려진 신나치주의적 특징을 결합했다. 올레흐 탸흐니보크 휘하에서 2004년에 전우크라이나 연합 자유로 이름이 바뀌고 재편성되었다. 정치학자 올렉시 하란과 알렉산더 J. 모틸은 자유가 파시스트라기보다는 급진적이며, 파시스트나 신나치주의자들보다는 티파티 운동과 같은 극우 운동과 더 유사점이 많다고 주장한다. 2005년, 빅토르 유셴코는 볼로디미르 비아트라비치를 우크라이나 보안국 (SBU) 기록 보관소의 수장으로 임명했다. 페르 아네르스 루들링 교수에 따르면, 이는 비아트라비치가 극단적인 민족주의 역사를 정화할 뿐만 아니라, "민족 순수성"과 반러, 반폴란드, 반유대주의 수사를 결합한 OUN(b) 이데올로기를 공식적으로 전파하는 것을 허용했다고 한다. 극우파는 이제 유셴코의 선전 구상에 편승하고 있다. 여기에는 자신이 파시스트 전통의 일부임을 자랑스럽게 고백하는 이데올로그 유리 미하일치쉰도 포함된다. 자율 민족주의자들은 젊은이들을 모집하고, 폭력 행위에 참여하며, "반부르주아주의, 반자본주의, 반세계화, 반민주주의, 반자유주의, 반관료주의, 반교조주의"를 주장한다. 루들링은 2010년 2월 25일에 취임한 빅토르 야누코비치 우크라이나 대통령이 "스보보다 대표들에게 언론에서 불균형한 관심을 부여함으로써" "간접적으로 스보보다를 도왔다"고 주장했다.
2010년 우크라이나 지방선거에서 자유는 동갈리치아에서 눈에 띄는 성공을 거두었다. 2012년 총선에서 자유는 10.44%를 얻어 4위를 기록했다(2007년 우크라이나 총선 대비 거의 14배 증가한 득표율) 전국 득표율과 450석 중 38석을 확보했다. 2012년 총선 이후, 전우크라이나 연합 "조국"과 우크라이나 민주개혁동맹은 자유와 공식적으로 협력했다.

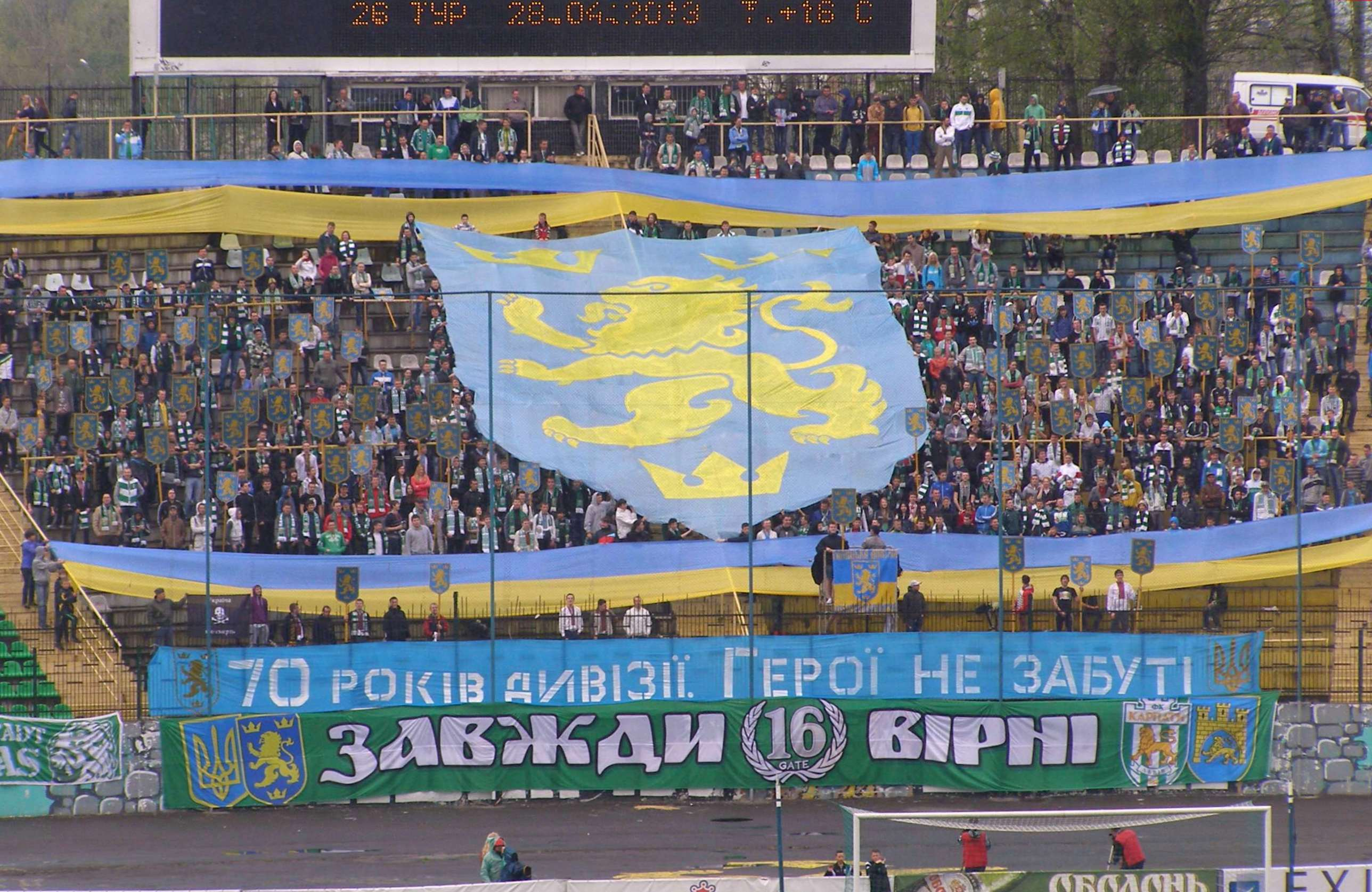
FC 카르파티 르비우 팬들이 와펜-SS 갈리치아 사단을 기리고 있다, 2013년

유로마이단 활동가들이 우크라이나 공식 국기, 우크라이나 민족 회의 – 우크라이나 인민 자위대 깃발, 그리고 양차 세계 대전 이후 우크라이나 독립을 위해 경쟁하는 여러 민족주의 단체들이 사용한 붉은색과 검은색 깃발을 흔들고 있다. 이 깃발은 16세기 우크라이나 시대로 거슬러 올라간다. 2014년 3월.

### 2014–2022
진행 중인 러시아-우크라이나 전쟁 동안, 러시아 언론은 분쟁에서 우크라이나 측을 신나치주의자로 묘사하려고 시도했으며, 블라디미르 푸틴 러시아 대통령은 2022년 초에 우크라이나가 '나치에 의해 운영되는 인위적인 국가'라고 주장했다. 역사가와 정치학자 같은 학자들은 일반적으로 그러한 주장을 근거 없는 것으로 간주한다. 우크라이나 역사가 마크 얀센은 2022년에 다음과 같이 말했다: '우크라이나에는 극우 반유대주의 정당들이 있지만, 그들은 국가 정부에서 중요한 역할을 하지 못한다.' 아조프 연대와 같은 특정 신나치주의적 단체들이 유로마이단에 참여했지만(많은 다른 단체들과 함께), 그리고 일부는 우크라이나 군대에 편입되어 돈바스에 배치되었지만, 그것이 젤렌스키 정부를 '신나치주의자'로 만들지는 않는다고 얀센은 지적했으며, 볼로디미르 젤렌스키 (2019년 대통령으로 선출)가 유대인이고 그의 가족은 홀로코스트에서 고통받았으며, 여러 친척들이 나치에 의해 살해당했다는 점을 언급했다. 신스테판 반데라주의 유산을 가진 주요 우크라이나 조직으로는 자유, 우익 섹터, 그리고 아조프 연대가 있다. 극단주의 민족주의 및 신반데라주의 정치 집단인 사회-국가 집회와 우크라이나 애국자들의 수장인 안드리 빌레츠키도 아조프 연대의 초대 지휘관이었으며 아조프 연대는 우크라이나 방위군의 일부로서 돈바스 전쟁에서 친러시아 분리주의자들과 싸우고 있다. 데일리 텔레그래프의 보도에 따르면, 대대 내 일부 익명의 개별 구성원들은 자신들이 제3제국에 동조한다고 밝혔다. 2015년 6월, 민주당 존 코니어스 의원과 공화당 동료 테드 요호는 미군의 우크라이나 아조프 대대 훈련을 막기 위한 초당적 수정안을 제안했다.
2014년 2월 존엄의 혁명으로 야누코비치 대통령이 축출된 후, 제1차 야체뉴크 정부는 자유당원 4명을 주요 직책에 임명했다. 올렉산드르 시치는 우크라이나 부총리, 이호르 테뉴흐는 우크라이나 국방부 장관, 변호사 이호르 슈바이카는 우크라이나 농업정책식품부 장관, 그리고 안드리 모흐니크는 우크라이나 생태천연자원부 장관으로 임명되었다. 2014년 3월 5일, 미국 국무부는 팩트 시트에서 "[유로마이단 시위 중 보안군과의 공개적인 충돌에 연루된 일부 극우 민족주의 단체들은 우크라이나 의회에 대표되지 않는다"고 명시했다.
2014년 우크라이나 대통령 선거와 2014년 우크라이나 총선에서 자유당 후보들은 당선에 필요한 득표율을 달성하지 못했다. 이 당은 2014년 총선에서 6개의 지역구 의석을 얻었고, 전국 선거 명부 투표에서 4.71%를 득표했다. 2014년 대통령 선거에서 자유당 대표 올레흐 탸흐니보크는 1.16%의 득표율을 얻었다. 우익 섹터 지도자 드미트로 야로시는 2014년 대통령 선거에서 0.7%의 득표율을 얻었고, 2014년 총선에서는 우익 섹터 후보로서 소선거구제에서 승리하여 의회에 당선되었다. 우익 섹터 대변인 보리슬라우 베레자도 무소속 후보로 출마하여 의석과 지역구를 얻었다.
유로마이단, 러시아의 크림반도 합병 그리고 돈바스 전쟁은 2014년 이후 우크라이나 사회에 심오한 정치, 사회경제적, 문화적-종교적 결과를 초래했다. 1991년부터 2014년까지는 분열된 양언어 국가였지만, 점령된 지역은 점차 친(親)러시아적으로 변했고, 점령되지 않은 지역은 더욱 친유럽적, 친서방적, 그리고 단일 우크라이나어 사용 국가로 변모했다. 점령되지 않은 우크라이나는 점차 통합된 사회로 발전했으며, 이는 푸틴 정부에 대한 반대, 그리고 러시아, 러시아어, 러시아 문화에 대한 반대로 특징지어진다. 2018년 10월에는 러시아 정교회와 콘스탄티노폴리스 세계 총대주교청 사이에 분열이 발생했는데, 후자가 우크라이나 정교회에 자치권을 부여했기 때문이다. 역사가 마크 얀센(2022)에 따르면: '2014년부터 격렬했던 동부 우크라이나 전쟁 때문에 우크라이나는 대부분 통일된 국가가 되었다. 푸틴은 다른 누구보다도 우크라이나 건국에 더 많은 기여를 했다.' 다른 학자들도 우크라이나 사회의 넓은 스펙트럼에서 시민국민주의의 가속화를 언급했는데, 예를 들어 마켓 대학교의 정치학자 로웰 배링턴은 이러한 유형의 민족주의가 민족성보다는 "연대감, 공감, 의무감"을 통해 사람들을 결속시킨다고 말했다. 2021년 저서 『'우크라이나'에서 우크라이나로』의 저자인 정치학자 옥사나 셰벨에 따르면, 이는 러시아의 침략의 결과였다: '역설적이게도 푸틴은 기본적으로 우크라이나 민족을 통합하고 있다.' 이는 우크라이나가 2001년 이후 인구 조사를 실시하지 않았음에도 불구하고 사회학적 데이터에도 반영되었다.
극단적인 민족주의자 단체인 C14는 구성원들이 공공연히 신나치주의적 견해를 표명했으며, 2018년 롬인 캠프에 대한 폭력 공격에 연루되어 악명을 얻었다.
2018년 11월 19일, 자유당과 우크라이나 민족주의 정치 조직인 우크라이나 민족주의자 기구, 우크라이나 민족주의자 회의, 우익 섹터, C14는 2019년 우크라이나 대통령 선거에서 루슬란 코슐린스키의 후보직을 지지했다. 선거에서 루슬란 코슐린스키와 모든 통합 민족주의 정당은 1.6%의 득표율을 얻었다. 2019년 우크라이나 총선에서 민족주의 우익 정당인 자유당, 우익 섹터, 야로시 정부 주도당, 국민단이 연합한 정당 목록은 득표율 2.15%로 선거에 완전히 실패하여 5%의 선거 문턱을 넘지 못하여 최고 라다의 모든 의석을 잃었다. 자유당은 선거에서 지역구 1석을 얻었다. 보리슬라우 베레자와 드미트로 야로시는 의회 의석을 잃었다.
볼로디미르 젤렌스키는 2019년 우크라이나 대통령 선거에서 승리했다. 그는 이전에 "온건한 우크라이나화"를 주장했던 인민의 종 당 소속으로 출마했다.

### 2022년~현재

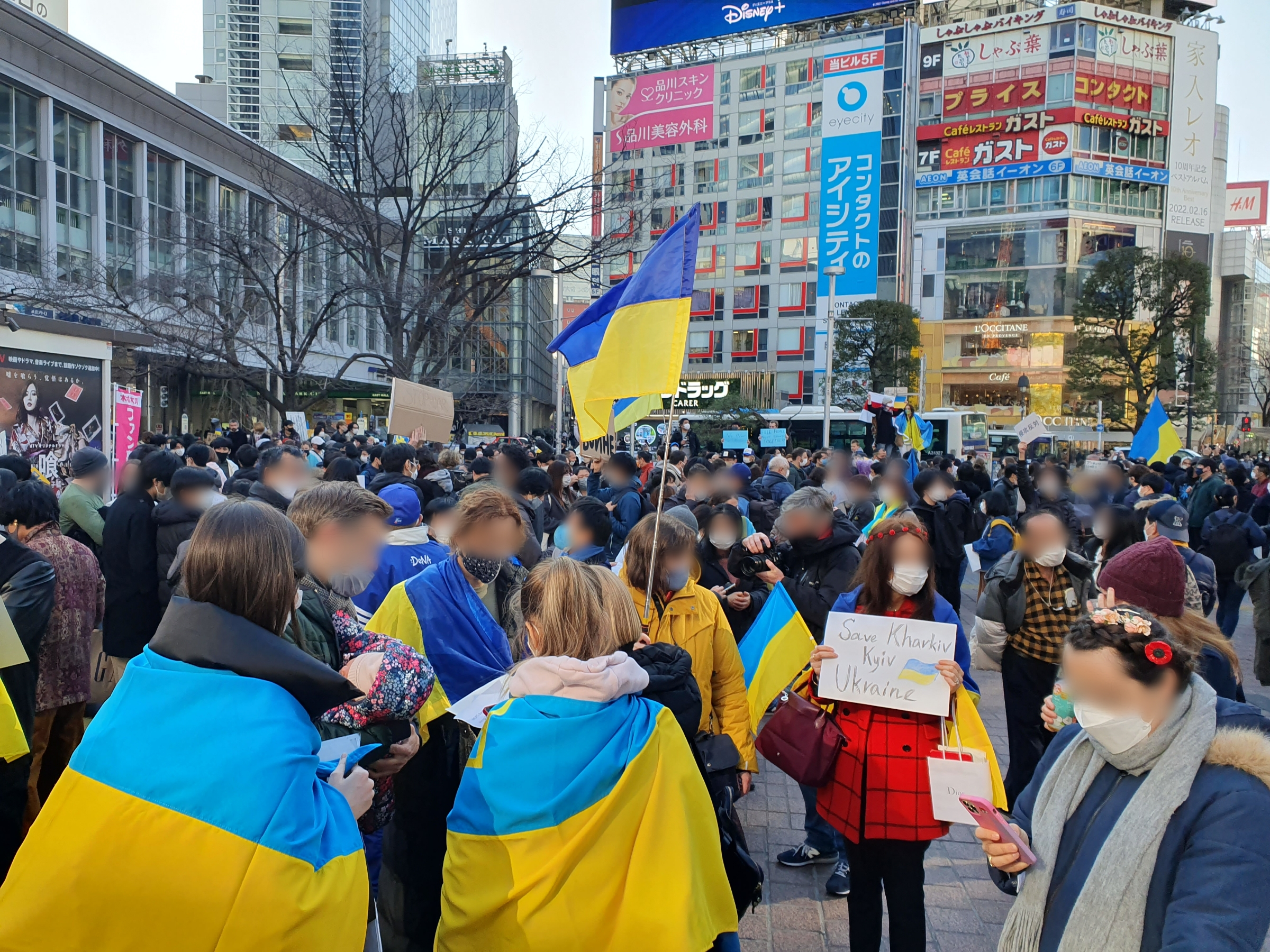
도쿄 하치코 광장에서 2022년 러시아의 우크라이나 침공에 반대하는 시위대, 우크라이나의 국기로 지지를 표명하고 있다

러시아의 우크라이나 침공 동안 우크라이나 내에서 친우크라이나적 입장이 크게 증가했다. 다른 국가들에서는 전쟁 중 우크라이나를 지지하기 위해 우크라이나 국기가 사용되었다. 또한 동부 지역에서도 친우크라이나적 태도가 급격히 변화했으며, 사람들이 우크라이나어를 더 많이 사용하겠다고 맹세하는 등 변화가 있었다. 2019년, 2021년, 2022년의 설문조사 데이터를 분석한 결과, 8년간의 전쟁과 대규모 러시아 침공은 언어적 또는 민족 민족적 정체성보다는 친유럽적이고 민주적인 시민 정체성을 강화시켰다는 것이 나타났다.
2022년 2월 침공 이후 우크라이나 전역에 탈러시아화 캠페인이 휩쓸었다. 다른 명칭 변경 중 중앙우크라이나의 도시 드니프로에서는 슈미트 거리(원래 김나지움 거리였으나 소련 당국이 1934년 오토 시미트 거리로 개명)가 스테판 반데라 거리로 개명되었다. 한편 여러 우크라이나 도시에서는 19세기 러시아 시인 알렉산드르 푸시킨의 동상과 흉상이 철거되었다.
공립학교 교육과정에서는 더 이상 러시아 작가들의 작품을 지정하지 않으며, 러시아 국적자가 쓴 책을 출판하는 것은 불법화되었다.

## 민족주의 정치 정당

### 현재 활동 중인 정당
- 우크라이나 인민운동 (1990년~현재)
- 우크라이나 민족 회의 – 우크라이나 인민 자위대 (1990년~현재)
- 우크라이나 민족주의자 회의 (1992년~현재)
- 전우크라이나 연합 "자유" (1995년~현재)
- 전우크라이나 연합 "조국" (1999년~현재)
- 우크라이나 인민당 (2002년~현재)
- 우크라이나 공화당 (2006년 등록) (2006년~현재)
- 올레흐 랴슈코의 급진당 (2010년~현재)
- 유럽연대 (2014년~현재)
- 우익 섹터 (2013년~현재)
- 인민전선 (우크라이나) (2014년~현재)
- 국민단 (2016년~현재)

### 해체된 정당
- 우크라이나 급진당 (1890–1950)
- 혁명 우크라이나당 (1900–1905)
- 보로트비스트 (1918–1920)
- 우크라이나 공산당 (1920–1925)
- 우크라이나 국가 독립 전우크라이나 정치 운동 (1990–2003)
- 우크라이나 사회-민족당 (1991–2004)
- 우크롭 (2015–2020)

## 문학에서
우크라이나 민족 역사에서 가장 중요한 인물 중 한 명인 우크라이나 시인 타라스 셰우첸코는 19세기에 독립적이고 주권적인 우크라이나의 사상을 표명했다. 타라스 셰우첸코는 시를 사용하여 우크라이나인들에게 문화적 부흥을 고취하고 불의에 맞서 싸우도록 독려했다. 셰우첸코는 1861년 3월 10일, 47번째 생일 다음 날 상트페테르부르크에서 사망했다. 우크라이나인들은 그를 민족 영웅으로 여기며, 우크라이나 민족 문화 부흥의 상징이 되었다. 셰우첸코 외에도 수많은 시인들이 우크라이나어로 시를 썼다. 그 중 볼로디미르 소시우라는 그의 시 "우크라이나를 사랑하라"(1944)에서 자신의 민족에 대한 존경 없이 다른 민족을 존경할 수 없다고 말했다.

## 참고 문헌
- 존 알렉산더 암스트롱, 우크라이나 민족주의, 컬럼비아 대학교 출판부, 1963.
- 존-폴 힘카, 갈리치아 마을 사람들과 19세기 우크라이나 민족 운동, 팰그레이브 맥밀런, 1988.
- 타라스 훈착, 우크라이나, 1917-1921: 혁명 연구, 하버드 대학교 출판부, 1990.
- 존-폴 힘카, 서우크라이나의 종교와 국적: 갈리치아의 그리스 가톨릭 교회와 루테니아 민족 운동, 1867–1900, 맥길-퀸스 대학교 출판부, 1999.
- 타라스 훈착, 우크라이나: 제2차 세계 대전의 도전, 아메리카 대학교 출판부, 2003.
- 노먼 데이비스, 유럽 전쟁 1939-1945: 단순한 승리는 없다, 맥밀런 출판사, 2006.
- 티머시 스나이더, 블러드랜즈: 히틀러와 스탈린 사이의 유럽, 베이직 북스, 2010.
- 그제고시 로솔린스키-리베, 스테판 반데라: 우크라이나 민족주의자의 삶과 사후. 파시즘, 대량학살, 그리고 숭배, Ibidem Press, 2014.
- 존-폴 힘카, 우크라이나 민족주의자와 홀로코스트, Ibidem Press, 2021.
- 타라스 훈착, 딜레마의 뿔: 우크라이나 디비전 할리치나 이야기, 아메리카 대학교 출판부, 2021.

## 같이 보기
- 우크라이나 민족주의자들이 저지른 폴란드 공화국 시민 집단학살 희생자 추모의 날
- 우크라이나의 반유대주의
- 반우크라이나 감정
- 우크라이나의 극우 정치
- 대우크라이나
- 우크라이나의 신나치주의
- 우크라이나의 인종차별
- 우크라이나 민족 부흥
- 우크라이나화
- 우크라이나 애호주의
- 스탈린 격하 운동
- 러시아-우크라이나 관계
- 러시아-우크라이나 전쟁
- 우크라이나어 억압의 연대기

## 내용주
1. ↑  "1920년대 후반과 1930년대 초반, 새로운 폴란드 정부가 500만 명의 우크라이나 시민들과 화해를 모색하자, 우크라이나 민족주의자들은 어떠한 타협도 막기 위해 결정적으로 행동했다. 반데라는 폴란드 보복을 유발하여 우크라이나인들이 폴란드 정부를 받아들이는 것을 막기 위한 테러 캠페인의 주요 조직자 중 한 명이었다."[22]
2. ↑  1998년 총선에서 급진 민족주의 정당 연합(우크라이나 국가 독립 전우크라이나 정치 운동과 우크라이나 사회-민족당)인 "말은 적게"(우크라이나어: Менше слів)는 전국 득표율 0.16%를 얻었지만, 올레흐 탸흐니보크만이 이 연합에서 의회에 선출되었다.

## 추가 자료
- 알렉산더 F. 츠비르쿤 우크라이나 정치 및 법률 사상사, 하르키우, 2008.
- 존 알렉산더 암스트롱, "우크라이나 민족주의 1939-1945", 컬럼비아 대학교 출판부, 1963, 틀:LCCN.
- 알렉산더 J. 모틸, "우회전: 우크라이나 민족주의의 이데올로기적 기원과 발전, 1919–1929", 출판: 볼더, [콜로라도: 동유럽 분기별]; 뉴욕: 컬럼비아 대학교 출판부 배포, 1980, ISBN 0-914710-58-3.
- 케네스 C. 파머, "탈스탈린 시대의 우크라이나 민족주의: 소련 민족 정책의 신화, 상징, 이데올로기", 클루버 보스턴, 1980, ISBN 90-247-2401-5.
- 앤드루 윌슨, "1990년대 우크라이나 민족주의: 소수 신념", 케임브리지 대학교 출판부, 1996, ISBN 0-521-57457-9.
- 에른스트 B. 하스, "민족주의, 자유주의, 진보", 코넬 대학교 출판부, 1997, ISBN 0-8014-3108-5, 7장: 러시아와 우크라이나, pp. 324–410.
- 로널드 그리고르 수니, 과거의 복수: 민족주의, 혁명, 소련의 붕괴", 스탠퍼드 대학교 출판부, 1993, ISBN 0-8047-2247-1.
- 폴 로버트 마고치, "우크라이나 민족주의의 뿌리: 우크라이나의 피에몬테로서의 갈리치아", 토론토 대학교 출판부, 2002, ISBN 0-8020-4738-6.
- 스티븐 벨리첸코, "푸틴 서곡. 우크라이나 민족 운동에 대한 러시아 비밀 경찰 보고서," <Stephen Velychenko. PUTIN PRELUDES. Secret Russian Police Reports on the Ukrainian National Movement>.
- 앤드루 윌슨, "우크라이나인들: 뜻밖의 국가", 예일 대학교 출판부, 2002, ISBN 0-300-09309-8.